# 湯文經
湯文經（15世紀—16世紀），字懋誡，廣東廣州府增城縣北門外人，明朝政治人物。

## 生平
湯文經是弘治十一年（1498年）戊午科廣東鄉試舉人，授臨江通判，平反寡婦草烏中毒的冤獄，倡議設置峽江縣以控制盜賊要衝，正德十四年（1519年）寧王朱宸濠謀反，南贛巡撫王守仁在吉安率領義師討伐，他與臨江知府戴德孺均起兵響應，當時軍府新建，事務倉卒，上級下令趕忙製造戰艦，他卻不滿一個月就造成百艘，得王守仁重視受命督哨，隨王守仁攻陷南昌，在鄱陽對戰，擒拿朱宸濠並俘獲甚眾，惟朝廷中有人顧忌王守仁，其部下在論功時大多不獲錄取。
湯文經在臨江八年後，以年資遷延平同知，府內有浮梁商稅屬同知，減徵前任向商旅徵收的重稅，三年內無須庫吏供用物資，順昌有老僧在山中拿出布匹，他只取一端使用，知府屠喬嘆道：「公宦歸一，貧如此哉。」回鄉後不理政事，不問家人生業，家徒四壁，只有書本數千卷，屢次對子弟說：「我遺下這些給你們，比萬金更值錢。」南京兵部尚書湛若水以道學著名，四川按察使盧綸以直節著名，他則以博學篤行著名，人稱「三賢」，去世後入祀鄉賢祠，長子湯敘是歲貢，次子湯、三子湯欽均是舉人。

## 引用
1. 1 2  嘉慶《增城縣志·卷十三·人物》：湯文經，字懋誡，北門外人，中宏治戊午舉人，會試不利，歸築一經軒讀書，後授江西臨江府通判，判故間職任之者多闒冗養安，而文經彌自振刷不敢怠，前守獄多賄囑，有孀女草烏之冤，文經為平反，又議建峽江縣以扼盜衝。正德十四年寧王宸濠反，南昌提督南贛軍務都御史王守仁駐吉安起義師討賊，臨江守戴德孺及文經皆起兵應之，時軍府新建，諸事倉卒，下令造戰艦甚急，文經不踰旬而成百艘，守仁才之，乃令督哨，遂從守仁破南昌，又戰於鄱陽，擒宸濠，俘獲甚多。會朝列有忌守仁者，其官屬論功多不錄，文經判臨八年，以年資稍遷福建延平府同知，延平有浮梁商稅屬同知，向皆厚徵因商旅，文經薄之，府僚供億咸資之，庫吏充是役者率破家，文經任三載惟折薪自給，及罷官而橐可看垂也。順昌有老僧自山中出遺之布，文經為選受一端，太守屠喬嘆曰：「公宦歸一，貧如此哉。」歸而坐嘯北皋，不問家人生業，四壁蕭然，惟積書數千卷，屢召諸子謂之曰：「吾以此遺汝，踰萬金產遠矣。」時邑中尚書湛若水以道學著，憲使盧綸以直節著，文經以博聞篤行介其間，稱三賢。子敘歲貢，次价、次欽並舉人，文經卒，有司祀之鄉賢。據舊志、族譜及《陽明年譜》參定